# وجع التراب (مسلسل)
وجع التراب هو مسلسل درامي مغربي عُرض سنة 2006، من تأليف وإخراج شفيق السحيمي، وبطولة كل من شفيق السحيمي، ومحمد البسطاوي، وأمين الناجي، وحسن مضياف، وجميلة الهوني، وسلوى الجوهري. المسلسل مقتبس عن الرواية الفرنسية الأرض للكاتب إميل زولا. تدور حلقاته حول علاقة الإنسان بالأرض، إذ قرر الفلاح الثري السيد أحمد تفويت أراضيه لأولاده الثلاثة، لكن أحدهم ويسمى المهيدي أبى إلا أن يهجر بيت عائلته، فتزوج قريبته السعدية الوارثة إرثة كبيرة، بيد أن ذلك لم يمنعه من ملاحقة قريبته الأخرى التايكة التي فضلت عليه علال العامل بضيعة مجاورة.

## فكرة المسلسل
اقتبس شفيق السحيمي فكرة المسلسل من الرواية الفرنسية الأرض للكاتب إميل زولا، فبحكم دراسته السينما في فرنسا تأثر السحيمي بالثقافة الفرنسية كثيرًا، وقرر تحويل بعض روائع الأدب الفرنسي إلى مسلسلات، لكنه أصر كل الاصرار على أن تتشبع أعماله بالثقافة المغربية، ليمزج في المسلسل بين صور من الريف الفرنسي وصور من الريف المغربي، ويبدع ملحمة وجع التراب.

## قصة المسلسل
سيدي أحمد أو كما يحلو لأهل القرية منادته بابا أحمد هو رجل كهل قضى سنين عمره في الاعتناء بالأرض التي ورثها عن أجداده، تمر به الأيام سريعا ويؤثر العمر على طاقته الجسدية ما يجعله غير قادر على الاعتناء بالأرض كسابق عهده. لسيدي أحمد ثلاث أبناء هم شعيبة والمهيدي وبنته الوحيدة فنينو، يقرر سيدي أحمد تفويت أرضه لأولاده ليعتنوا بها بدلا عنه، فحبه الشديد لإرث الأجداد يجعله غير قادر على متابعة أرضه التي تعب عليها في شبابه تموت وتتبخر كأنها لم تكن يوما. رضي كل من شعيبة وفنينو بالقسمة التي أقرها والدهم، لكن المهيدي وكان أصغرهم أحس بالظلم واعترض على القسمة وهجر بيت العائلة احتجاجا على الأمر، تزوج من بنت عمه التي كان يقيم معها علاقة واستحوذ على الأرض التي ورثتها، بيد أن غروره وقسوته دفعاه لملاحقة قريبته التايكة طمعا في مالها، لكنها فضلت عليه علال ذلك الشاب الطيب والشهم الغريب عن القرية والذي يشتغل في ضيعة مجاورة، ليجن جنون المهيدي ويبدأ مع زوجته السعدية بالتعدي على التايكة على أمل أن تستسلم لهم، يقف علال مكتوف الأيدي أمام ما تعانيه التايكة، فرغم حبه لها ورغبته في الزواج منها إلا أنه يبقى غريبا عن القرية ولا يحق له التدخل في أمور العائلة. من جهة أخرى يجد بابا أحمد نفسه بين نارين فالنار الأولى هي نار المهيدي الذي جعل سيرة العائلة على لسان جميع سكان القرية بسبب أفعاله السيئة، والنار الثانية هي نار شعيبة، الذي باع ما وهبه والده من أرض ليستمر في إدمانه على شرب الخمر ولعب القمار. تعصف الحياة بسيدي أحمد ويجد نفسه بلا منزل أو أرض أو أولاد، يبكي حاله ويبكي وجعه ويبكي وجع التراب.

## طاقم التمثيل

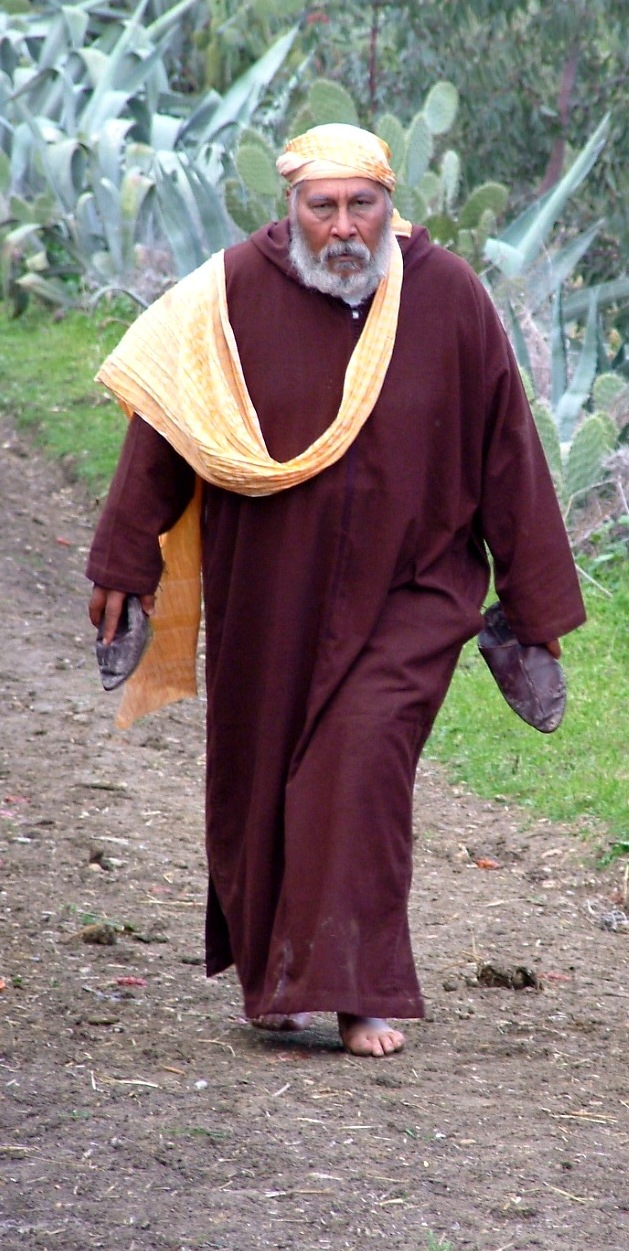
شفيق السحيمي في دور سيدي أحمد

### أدوار رئيسية
| الممثل        | الدور     | الشخصية |
| ------------- | --------- | --- |
| شفيق السحيمي  | سيدي أحمد | كهل تقدم به العمر ويصارع من أجل الإرث والأرض، يفقد قدرته على الاعتناء بالأرض فيقرر تفويتها لأولاده على أمل أن يعتنوا بها كما فعل في سنين شبابه، لكن الأيام تثبت له سوء القرار الذي اتخذه. |
| محمد البسطاوي | شعيبة     | هو الابن الأكبر لسيدي أحمد، يطبع شخصيته الكثير من اللامبالاة، فهو مدمن للخمر وللعب القمار، ويعيش مع ابنته البلهاء التي أنجبها مع راقصة هربت وتركت له البنت ليعتني بها، كما أنه يهوى الصيد في الغابة ما يجعله مطاردا دائما من حارس الغابة، وعندما يرث أرض والده يجد أنها مصدر رائع للمال الذي سيكمل به إدمانه. |
| أمين الناجي   | المهيدي   | هو أصغر أبناء سيدي أحمد، شخصيته معقدة وطباعه حادة للغاية، عنيف اتجاه الجميع، وطماع لأقصى درجة، لم يرضى بقسمة والده وهجر بيت العائلة وابتدأ في افتعال المشاكل. |
| حسن مضياف     | علال      | شاب بسيط غريب على القرية ما يجعل الجميع يأخذ حذره منه، بالرغم من مواقفه البطولية وشهامته، يشتغل في ضيعة العياشي، ويحب التايكة ويريد الزواج منها. |
| جميلة الهوني  | التايكة   | البنت الصغرى للزعيم شقيق سيدي أحمد، يتوفى والدها، وهي لم تبلغ السن القانوني، ما يجعلها مطمعا للمهيدي ولشقيقتها السعدية، وتصارع من أجل العيش بكرامة وسط منزل تعيش فيه يوميا العذاب. رغم عدم حبها لعلال، تتزوجه لشهامته. يقتلها لمهيدي والسعدية وهي حامل.                                                       |
| سلوى الجوهري  | السعدية   | شقيقة التايكة الكبرى تزوجت من المهيدي ابن عمها والذي كانت تقيم معه علاقة تحمل وتلد على إثرها. ترث عن والدها الأرض التي يستحوذ عليها زوجها المهيدي لاحقا، تتبع زوجها في جميع مخططاته الشيطانية وتساعده على تنفيذها.                                                                                            |
| فاطمة وشاي    | دادية     | امرأة طاعنة في السن لا تبصر، تعيش وحيدة، يحترمها الجميع في القرية، لكن يعيب عليها فضولها، يعتبرها سيدي أحمد ملاذا يفرغ فيه قلبه، ويحكي لها على مشاكله مع أولاده ويستمع للحلول التي تقترحها عليه. |

### أدوار ثانوية
- نفيسة الدكالي
- العربي الساسي
- أمال التمار
- عمر شنبوط
- فاطمة الزهراء الغازي
- محمد حراكة
- محمد المريني
- مصطفى هواري
- سعاد النجار
- إيمان الرغاي
- محمد الخاوة
- خديجة جمال
- سهام الشراط
- عمر عزوزي

## نجاح المسلسل
نجح مسلسل وجع التراب نجاحًا باهرًا، منذ العرض الأول لهذه الملحمة، تعلق المغاربة بكل عناصر العمل، من قصة وشخصيات وصولا للموسيقى التصويرية الخالدة، التي ألفها الملحن المغربي فتاح نكادي، ما جعل من وجع التراب واحدًا من أفضل المسلسلات في تاريخ الدراما المغربية، ليحوز بذلك على جوائز وطنية ودولية عديدة من قبيل الجائزة الكبرى لمهرجان الدراما التلفزية.

## وصلات خارجية
- وجع التراب على موقع IMDb (الإنجليزية)
- وجع التراب على موقع قاعدة بيانات الأفلام العربية
- وجع التراب على موقع قاعدة بيانات الفيلم (الإنجليزية)